# Incydent lotu China Airlines 006
Incydent w czasie lotu China Airlines 006 – wypadek lotniczy, który miał miejsce 19 lutego 1985 roku. Samolot Boeing 747SP-09, odbywający planowy lot z Taoyuan w Republice Chińskiej do Los Angeles, został zmuszony do awaryjnego lądowania na lotnisku w San Francisco. Powodem problemów była awaria silnika nr 4, która miała miejsce nad Oceanem Spokojnym, 550 km na północny zachód od San Francisco. Ze znajdujących się na pokładzie 251 pasażerów i 23 członków załogi, ranne zostały 24 osoby.

## Statek powietrzny

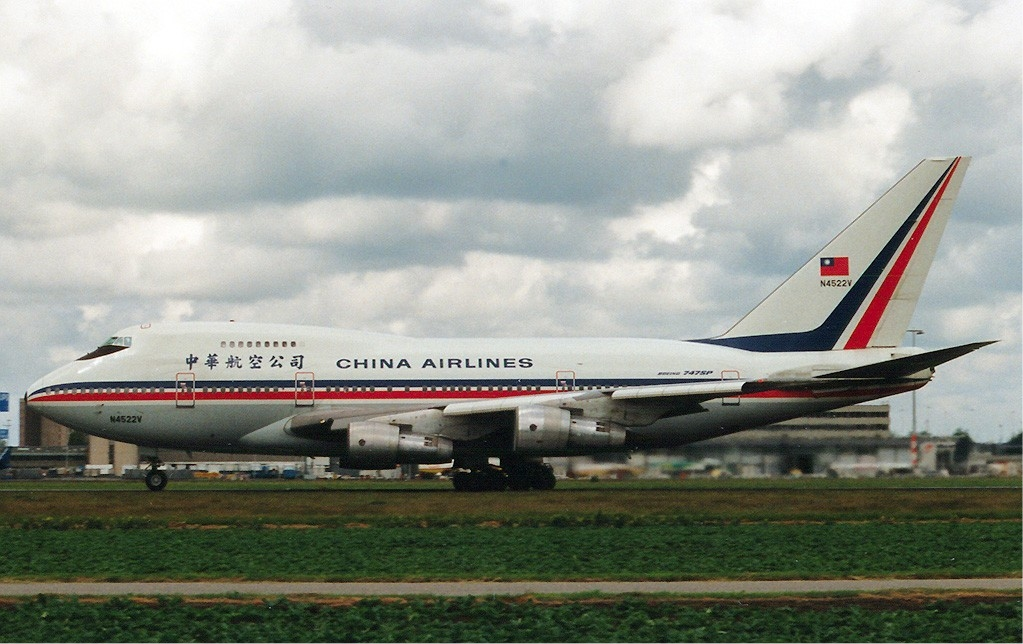
Boeing 747, który uległ awarii (nr. rej. N4522V). Zdjęcie wykonano na lotnisku w Amsterdamie w czerwcu 1991 roku.

Boeing 747 to szerokokadłubowy samolot pasażerski dalekiego zasięgu, produkowany przez Boeing Company od 1969 roku. Jest to samolot czterosilnikowy, który jest certyfikowany do lotu na trzech silnikach w razie awarii.
Wersja 747SP (ang.: Special Performance, Specjalne Osiągi) to krótsza o blisko 15 metrów wersja o wydłużonym zasięgu. Zabiera mniej pasażerów niż wersje 100 i 200 (maksymalnie 440 pasażerów, normalnie około 290), ale zasięgiem dorównuje obecnym samolotom 747-400 (12 325 kilometrów).
Maszyna użytkowana przez tajwańskie linie nosiła oznaczenie N4522V i swój pierwszy lot wykonała 10 czerwca 1982 roku. Ponad dwa i pół roku później – 15 i 18 lutego 1985 roku podczas lotów, w maszynie dwukrotnie samoistnemu wyłączeniu uległ silnik nr 4, jednak po obniżeniu wysokości udawało się go uruchomić ponownie i samolot kontynuował lot.

## Przebieg zdarzeń
19 lutego 1985 roku samolot tajwańskich linii lotniczych China Airlines odbywał lot z Republiki Chińskiej na lotnisko w Los Angeles w USA.

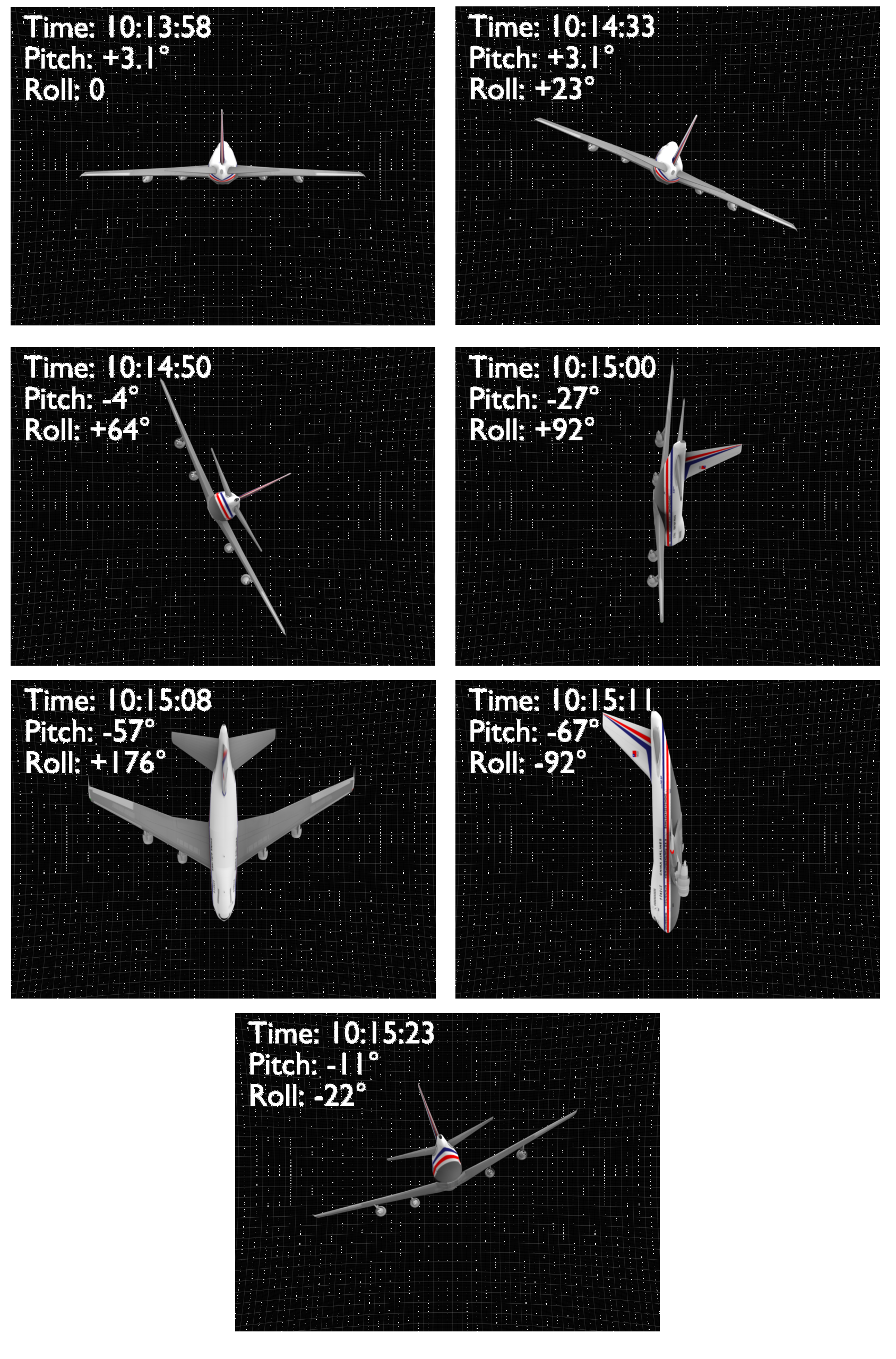
Rekonstrukcja wydarzeń

Około 10:00 czasu lokalnego podczas rutynowego lotu na wysokości 12000 metrów zgasł silnik nr 4 (zewnętrzny na prawym skrzydle). Tuż przed wyłączeniem się silnika, samolot wpadł w strefę turbulencji. Boeing 747 jest tak zaprojektowany, iż może bez problemu lecieć na trzech sprawnych silnikach. Mimo wszystko kapitan Min-Yuan Ho zlecił inżynierowi pokładowemu ponowne uruchomienie silnika, które skończyło się niepowodzeniem. Samolot zaczął tracić prędkość. Drugi pilot poprosił wieżę kontrolną w Oakland o możliwość zejścia na niższy pułap, na co wieża dała zgodę. Cała trzyosobowa załoga zajęła się diagnozowaniem problemu z silnikiem, nie zwracając uwagi na sztuczny horyzont, który pokazywał, że odrzutowiec zaczyna przechylać się na prawe skrzydło. Kapitan Ho w końcu zauważył nierówny lot, wyłączył autopilota i próbował wyrównać, jednak bezskutecznie. Ciągle pogłębiający się przechył maszyny spowodował przeciągnięcie i gwałtowny lot nurkowy. W międzyczasie wieża w Oakland kilkukrotnie wywoływała Dynasty 006. Samolot nie odpowiadał. Chwilę później kontrolerzy zauważyli, że samolot gwałtownie traci wysokość. Z powodu dużego przeciążenia rzędu 5g, od samolotu zaczęły odrywać się części poszycia kadłuba. Pilotom udało się przerwać lot nurkowy, co poskutkowało zmniejszeniem prędkości. Inżynier pokładowy spróbował zwiększyć moc silników, jednak bezskutecznie. Maszyna ponownie wpadła w przeciągnięcie i zaczęła gwałtownie opadać. Przestraszona załoga straciła orientację w przestrzeni. Po kilku minutach niekontrolowanego opadania piloci zauważyli naturalny horyzont i rozpoczęli procedurę wyprowadzania odrzutowca z lotu nurkowego. Po szaleńczym naprzemiennym opadaniu i wznoszeniu, na 2800 metrach, piloci ustabilizowali lot China Airlines 006. Ponowna próba uruchomienia silnika nr 4 tym razem zakończyła się powodzeniem. Wieża kontrolna ponownie wywołała Boeinga 747SP tajwańskich linii. Kapitan Ho zgłosił zagrożenie, jednak chciał normalnie dokończyć lot do lotniska docelowego w Los Angeles. Jednocześnie inżynier pokładowy zgłosił, że podwozie jest wypuszczone i z powodu braku płynu hydraulicznego niemożliwe jest jego wciągnięcie. Poza tym stewardesy doniosły o kilku rannych pasażerach. Sytuacja ta spowodowała, że kapitan po namyśle zmienił kurs na Port lotniczy San Francisco. Później okazało się także, że uszkodzeniu uległy stery wysokości, co utrudniało sterowanie i bezpieczne lądowanie samolotu. Samo lądowanie było jednak bardzo udane:

To było jedno z najlepszych lądowań jakie przeżyłem. Doskonałe przyziemienie.

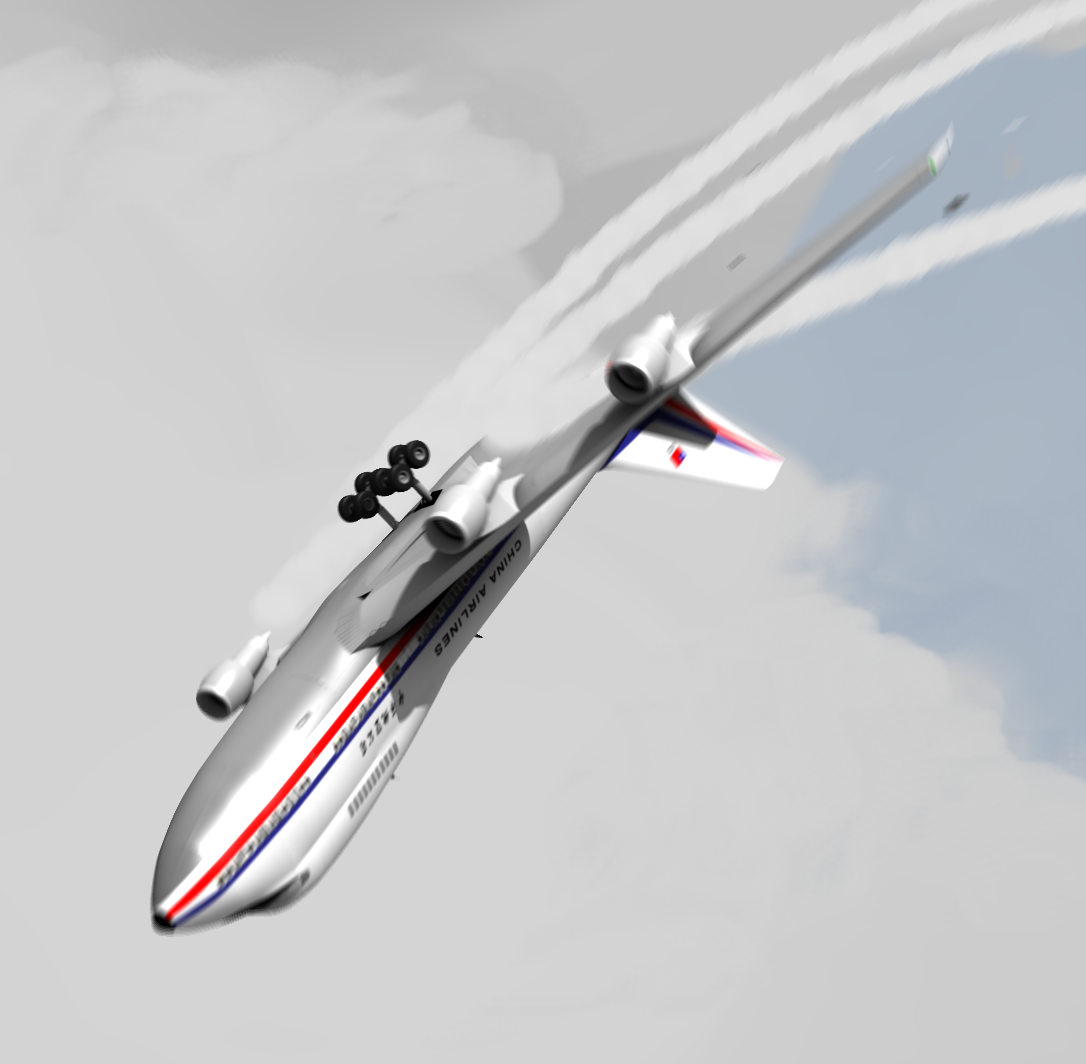
Fragment komputerowej rekonstrukcji lotu

Po wylądowaniu można było ocenić rozmiar zniszczeń. Stery wysokości były porozrywane z powodu dużych przeciążeń. Uszkodzenia wpływały na możliwość sterowania odrzutowcem.

## Przebieg śledztwa
Zaraz po awaryjnym lądowaniu maszyny na lotnisko w San Francisco przybyli śledczy z National Transportation Safety Board (NTSB). Po przesłuchaniu nagrań z czarnej skrzynki nie odnaleziono żadnych szczegółów z chwili problemów z silnikiem. Powodem był fakt, iż rejestrator nagrywał jedynie ostatnie 30 minut lotu. Został on również uszkodzony w wyniku przeciążeń podczas gwałtownego opadania samolotu, więc dane o locie Dynasty 006 były niepełne.
Przesłuchano więc załogę oraz pasażerów i odkryto, że przed awarią silnika samolot wpadł w turbulencje. Wiatr był jednak zbyt słaby, by zatrzymać silnik odrzutowca. Po przebadaniu wszystkich czterech silników nie stwierdzono żadnych nieprawidłowości, wszystkie jednostki napędowe działały bez zarzutu. Przyjrzano się jednak dokładniej czwartemu silnikowi, temu, który uległ awarii. Odkryto, że wcześniej były już z nim problemy. Po kilku tygodniach badań nie stwierdzono ostatecznie żadnych nieprawidłowości kwalifikujących silnik do wymiany.
Podczas przesłuchania członkowie załogi zeznali, że podejrzewali uszkodzenie przyrządów pokładowych, m.in. sztucznego horyzontu, ponieważ pokazywał odczyty poza skalą. Badania awioniki samolotu nie potwierdziły podejrzeń załogi, wszystkie urządzenia były sprawne. Kolejną niezgodnością pomiędzy zeznaniami a zapisami z rejestratora parametrów lotu, które zdziwiły śledczych, było doniesienie załogi o unieruchomieniu wszystkich silników, w obliczu faktu odzyskania pełnej mocy w trzech silnikach, a ponadto udanej próbie uruchomienia silnika nr 4 po zakończeniu nurkowania. Relacja pilotów w znacznej części nie została potwierdzona obiektywnymi odczytami z czarnej skrzynki.
Po wielu miesiącach żmudnych badań NTSB znalazło przyczynę kłopotów Boeinga 747SP-09 – okazała się nią być seria błędów załogi maszyny.
Pierwszym błędem była niezgodna z procedurami próba uruchomienia niepracującego silnika. Podjęto ją na zbyt dużej wysokości, co wykluczało jej pomyślne zakończenie. Skupiono się na jednym problemie tracąc kontrolę nad pojawianiem się kolejnych. Nie dopilnowano pogłębiającego się przechyłu samolotu, co spowodowało niekontrolowany korkociąg. Bezpośrednią jego przyczyną był fakt, iż autopilot nie mógł wyrównać lotu z wyłączonym jednym silnikiem. Załoga w takiej sytuacji powinna przejąć ręczną kontrolę nad maszyną i samodzielnie wyrównać lot. Kolejnym błędem, tym razem inżyniera pokładowego, do którego doszło już podczas nurkowania – była nieprawidłowa interpretacja zmniejszenia się ciągu silników (faktycznie zredukowanego przez jednego z pilotów), uznana przez inżyniera za awarię i wyłączenie pozostałych trzech silników. Przyjął on, że samolot utracił zasilanie.
Poza tymi błędami, przeanalizowano wyniki badań medycznych załogi. Pierwotnie nie znaleziono jednak żadnych istotnych uchybień. Mimo to, dalsza dociekliwość śledczych związana ze sprawnością załogi doprowadziła do odkrycia, iż kapitan nie wypoczął dobrze przed lotem. W samolocie również nie spał, chociaż miał na to wyznaczone miejsce i czas.

Kapitan nigdy nie śpi dobrze podczas lotu.

W raporcie dotyczącym zdarzenia NTSB podało, że jedną z głównych przyczyn incydentu było przemęczenie załogi, zwane także zespołem nagłej zmiany strefy czasowej. Jego skutkiem było podjęcie nieprawidłowych działań – np. zbyt późna decyzja pilota o przejściu na tryb ręcznego sterowania. Mimo wszystkich błędów w sztuce pilotażu, podkreślono heroiczną postawę załogi, która mimo znacznych uszkodzeń sprowadziła samolot bezpiecznie na ziemię.
Po tym i kilku innych przypadkach, wiele firm przeprojektowało automatycznego pilota tak, by człowiek miał większą władzę nad maszyną.